# Cyphostethus tristriatus
Punaise du bouleau
Espèce
Cyphostethus tristriatus, la Punaise du bouleau, est une espèce d'insectes du sous-ordre des hétéroptères (punaises) de la famille des Acanthosomatidae.

## Description
Cyphostethus tristriatus se reconnaît parmi les Acanthosomatidae par la présence de chevrons bruns-roses sur les cories et le premier article antennaire qui ne dépasse pas le clypéus. Il mesure entre 7 et 11 mm.

## Distribution et habitat
Cette espèce est largement distribuée dans une grande partie de l'Europe mais également au Maghreb et dans l'ouest asiatique (Turquie, Transcaucasie, Iran, Afghanistan et jusque dans les anciennes républiques de l'URSS de l'Asie centrale).
En 2018, une colonie de C. tristriatus est reportée pour la première fois dans la ville de Vancouver au Canada, faisant de cette espèce le premier Acanthosomatidae non-natif de l'Amérique du nord.
Elle occupe les zones ouvertes comme les landes, les garrigues, les pelouses ou encore les crêtes rocheuses.

## Plantes hôtes et alimentation
Elle affectionne principalement les baies mures du genévrier commun mais on l'observe également sur des pins et des Cupressaceae tels que les cyprès ou les thuyas.

## Systématique
Cyphostethus tristriatus a été décrit pour la première fois par l'entomologiste danois Johan Christian Fabricius en 1787, sous le protonyme de Cimex tristriatus.

### Publication originale
- (la) Johan Christian Fabricius, Mantissa insectorum, sistens eorum species nuper detectas adiectis characteribus genericis, differentiis specificis, emendationibus, observationibus, Impensis Christ. Gottl. Proft, 1787, 382 p. (DOI 10.5962/bhl.title.11657, lire en ligne), p. 293